# Goniodiscaster seriatus
Goniodiscaster seriatus är en sjöstjärneart som först beskrevs av Müller och Franz Hermann Troschel 1843.  Goniodiscaster seriatus ingår i släktet Goniodiscaster och familjen Oreasteridae. Inga underarter finns listade i Catalogue of Life.